# Maurice Spector
Maurice Spector (* 19. März 1898; † 1. August 1968) war ein kanadischer kommunistischer Politiker.

## Herkunft und Ausbildung
Geboren in einer jüdischen Familie im Russischen Reich, wanderte er als Kind mit seiner Familie nach Kanada aus. Er schloss ein Jura-Studium an der Queen’s University in Kingston ab und praktizierte anschließend als Rechtsanwalt mit dem Schwerpunkt Arbeitsrecht in Toronto.

## Politische Aktivitäten
Unter dem Einfluss der Schriften Trotzkis wurde er Mitglied der Sozialdemokratischen Partei Kanadas (SDP) und innerhalb der SDP Teil des linken Flügels, aus welchem sich 1921 Teile zur Kommunistischen Partei Kanadas (CPC) konstituierten. Spector wurde in den 1920er Jahren Vorsitzender der CPC und blieb dies bis 1928.
Nach Trotzkis Bruch mit der Kommunistischen Internationale (Komintern) war Spector einer der Anführer der kanadischen Trotzkistenbewegung und 1932 Mitbegründer der Arbeiterpartei Kanadas (WPC) sowie, nachdem er diese Partei 1939 verlassen hatte, Mitglied der Sozialistischen Partei Amerikas (SPA).